# Prohn
Prohn es un municipio situado en el distrito de Pomerania Occidental-Rügen, en el estado federado de Mecklemburgo-Pomerania Occidental (Alemania), a una altura de 0.5 metros. Su población a finales de 2016 era de 2000 habs. y su densidad poblacional, 130 hab/km².
Se encuentra al norte del distrito, junto a la costa del mar Báltico y el estrecho de Strelasund.